# Jean Sutherland Boggs
Jean Sutherland Boggs (Negritos, 11 de junio de 1922-Ottawa, 22 de agosto de 2014) fue una académica, historiadora del arte y funcionaria canadiense. Fue la primera mujer directora de la Galería Nacional de Canadá y del Museo de Arte de Filadelfia. También fue especialista en la obra de Edgar Degas y Picasso.

## Biografía

### Primeros años
Nació en Negritos, Perú, el 11 de junio de 1922, hija de Oliver Desmond y Humia Marguerite (de soltera Sutherland). Acudió al Alma College en St. Thomas, Ontario, y se graduó en 1938. Más tarde, recibiría una licenciatura en artes del Trinity College de la Universidad de Toronto en 1942. Recibió una maestría en 1946 y un doctorado en 1953 del Radcliffe College de la Universidad de Harvard.
De 1942 a 1944 fue secretaria de educación de la Asociación de Arte de Montreal (hoy conocida como Museo de Bellas Artes de Montreal). En 1948, se incorporó a la facultad de la Universidad Skidmore como profesora asistente. De 1949 a 1952 fue profesora asistente en Mount Holyoke College. De 1954 a 1962 fue profesora asistente y asociada en la Universidad de California. En 1962, fue nombrada curadora de la Galería de Arte de Toronto. En 1964, fue nombrada Profesora Steinberg de Historia del Arte en la Universidad Washington en San Luis.

### Carrera
En 1966, fue nombrada la primera mujer y quinta directora de la Galería Nacional de Canadá y ocupó este cargo hasta 1976. Durante su mandato, la colección de la Galería creció en más de 8.600 piezas, incluidas obras de Degas, van Gogh, Pollock, el Grupo de los Siete y los inicios de la colección de fotografías de la Galería. De 1976 a 1979 fue profesora de Bellas Artes en la Universidad de Harvard.
De 1978 a 1982 fue directora del Museo de Arte de Filadelfia. Sucedió a Evan Turner, quien se había ido luego de una disputa con la Junta de Síndicos. Bajo su liderazgo, el Museo adquirió el cuadro Después del baño de Edgar Degas, que ahora se considera una de las adquisiciones más importantes del Museo en la posguerra. También presidió el Museo durante la aclamada exposición de arte indio de 1981 de la historiadora del arte Stella Kramrisch, Manifestaciones de Shiva.
Fue presidenta y directora ejecutiva de Canada Museums Construction Corporation de 1982 a 1985, donde dirigió la construcción de un edificio de la Galería Nacional hecho a medida y del exclusivo Museo Canadiense de la Civilización (hoy conocido como Museo Canadiense de Historia) en colaboración con los arquitectos Moshe Safdie y Douglas Cardinal. De 1991 a 1993, fue asesora principal de la Fundación Andrew W. Mellon. Como historiadora del arte, ha escrito libros sobre la vida de Edgar Degas, entre ellos Portraits By Degas (1962).

### Fallecimiento
Falleció el 22 de agosto de 2014, a la edad de 92 años en Ottawa, Ontario.

## Honores
En 1973, fue nombrada Oficial de la Orden de Canadá "en reconocimiento a su erudición y la visión y energía que ha demostrado en el desarrollo de la colección y los servicios de la Galería". Fue ascendida a Compañera en 1992. En 1979 recibió el título de doctor honoris causa en Literatura por la Universidad de Saskatchewan. Recibió títulos honoríficos del Mount Holyoke College en 1971, de la Universidad York en 1976 y de la Universidad Concordia en 2000.